# Parque Nacional Natural de Los Katíos
Koordinaten: 7° 48′ 0″ N, 77° 9′ 0″ W
Der Parque Nacional Natural de Los Katíos ist ein Nationalpark in Kolumbien. Er wurde 1994 ins UNESCO-Weltnaturerbe aufgenommen.

## Geographie
Los Katíos hat eine Fläche von 720 km² und liegt im nordwestlichen Kolumbien im Norden der Departamentos Chocó und Antioquia, zwischen der Grenze zu Panama und dem Westufer des Río Atrato auf dem Gebiet der Gemeinden Riosucio und Unguía in Chocó und Turbo in Antioquia. Der Park schließt außerdem die Sumpfgebiete von Tumaradó östlich des Flusses ein sowie Land zwischen den Flüssen Cacarica, Perancho and Peye. Im Norden schließt sich an Los Katíos der panamaische Darién-Nationalpark an.
Der Park erstreckt sich zwischen 50 und 600 m Höhe entlang der Ausläufer der Serranía del Darién und besteht aus einer sanft geschwungenen Hügellandschaft. Er umfasst im Wesentlichen zwei Hauptregionen, je etwa zur Hälfte die Berglandschaft der Serranía del Darién im Westen und die Flusslandschaft des Atrato. Der Atrato ist der am schnellsten fließende Fluss der Erde und ergießt 4900 m³ Wasser pro Sekunde in das Karibische Meer.
Die Durchschnittstemperatur innerhalb des Parks liegt bei 27 °C und der Jahresniederschlag mit 2000–4500 mm ist sehr hoch, so dass die Luftfeuchtigkeit zwischen 75 % und 95 % liegt. Die geringsten Niederschlagswerte weisen die Monate Dezember bis März auf.

## Bedeutung
Die Bedeutung von Los Katíos liegt in seiner hohen Artenvielfalt und dem Schutz von nur in der Region Darién vorkommenden Arten. Auf Grund der geographischen Lage im nördlichen Kolumbien am Südrand der mittelamerikanischen Landbrücke diente diese Region im Tertiär und Pleistozän als Filter für den Wechsel von Tierarten zwischen Nord- und Südamerika. Dieser Prozess setzt sich auch heute noch fort. Los Katíos ist die einzige Region in Südamerika, in dem mittelamerikanische Eiben (taxus) vorkommen.
Der Park dient auch dem Schutz bedeutender Landschaftselemente wie dem 25 m hohen Tendal- und dem 100 m hohen Tilupo-Wasserfall und den Tumaradó-Sümpfen.
1990 wurde der Park durch Pfade und Unterkünfte für kleine Besuchergruppen erschlossen, die über die Parkverwaltung in Sautatá Zugang zum Nationalpark haben.

## Geschichte
Die Region wurde ursprünglich von den Kuna bewohnt, einer indigenen Gruppe, die nach internen Kämpfen die Choco-Region den Katío-Embera überlassen musste und nach Panama abwanderte. Die Region Darién, zu der auch Los Katíos gehört, war historisch wichtig für die ersten Besiedler, die vor rund 20.000 Jahren die Landbrücke von Nord- nach Südamerika benutzten. In der nachkolumbischen Zeit waren es die spanischen Konquistadoren Rodrigo de Bastidas, Alonso de Ojeda und Vasco Núñez de Balboa, die im Jahr 1501 als erste diese Region entdeckten.
In neuerer Zeit waren etwa ein Prozent des Parks im Raum Sautatá landwirtschaftlich erschlossen und wurden in erster Linie für den Anbau von Zuckerrohr genutzt. Nach der Einrichtung des Parks im Jahr 1974 wurden in den folgenden sieben Jahren die ansässigen rund 150 Familien in die nahegelegenen Ortschaften Unguía, Puente América, Tumaradó und Cacarica umgesiedelt.
Zwischen 2009 und 2015 war das Gebiet wegen der anhaltenden Abholzung im und an den Grenzen des Nationalparks von der UNESCO als gefährdet eingestuft. Des Weiteren war das Gebiet durch die illegale Rodung von Edelhölzern sowie das illegale Fischen und Jagen gefährdet. Signifikante Verbesserungen bei der Verwaltung des Nationalparks brachten das World Heritage Committee dazu, den Park 2015 von der roten Liste des gefährdeten Welterbes zu streichen.

## Flora und Fauna
Tiefland-Sumpfwälder bedecken etwa die Hälfte des Parks, während die andere Hälfte von tropische Bergregenwäldern bedeckt ist. Die Johannisbrotgewächse Caesalpinie erreichen Höhen von bis zu 50 m. Im Regenwald kommen vor allem der Kapokbaum (Ceiba petandra), das Malvengewäch Cavanillesia platanifolia und der Sandbüchsenbaum (Hura crepitans) vor. 1993 wurden im Park 669 Pflanzenspezien nachgewiesen, von denen 20–25 % endemisch sind, d. h. nur in dieser Region auftreten.
Los Katíos beherbergt eine Reihe von Tierarten, die charakteristisch für Mittelamerika sind und in Südamerika nur in dieser Region vorkommen, wie zum Beispiel die Maus Heteromys desmarestianus und der Graukopfguan Ortalis cinereiceps, außerdem bedrohte Tierarten wie das Spitzkrokodil Crocodylus acutus, der Waldhund Speothos venaticus, der Große Ameisenbär Myrmecophaga tridactyla und der Mittelamerikanische Tapir Tapirus bairdii.

## Quelle
- Protected Areas Programme (engl.)